# ورن اولیور نادسن
 ورن اولیور نادسن (انگلیسی: Vern Oliver Knudsen؛ زاده ۲۷ دسامبر ۱۸۹۳ درگذشته ۱۳ مه ۱۹۷۴) یک فیزیک‌دان و مهندس اهل ایالات متحده آمریکا بود.